# Zheleznodorozhnogo raziezda Redutski
Zheleznodorozhnogo raziezda Redutski (del ruso: Железнодорожного разъезда Редутский) es un posiólok del raión de Dinskaya del krai de Krasnodar del sur de Rusia. Está situado en las tierras bajas de Kubán-Azov, al norte del embalse de Krasnodar, 19 km al este de Dinskaya y 37 km al nordeste de Krasnodar, la capital del krai. Tenía 22 habitantes en 2010.
Pertenece al municipio Vasiúrinskoye.